# Jöhstadt
Jöhstadt is een gemeente en stad in de Duitse deelstaat Saksen. De gemeente maakt deel uit van het Erzgebirgskreis.
Jöhstadt telt 2.569 inwoners.

## Indeling gemeente
De gemeente bestaat naast de kernstad Jöhstadt uit de volgende Ortsteile:
- Grumbach met Neugrumbach, sinds 1 juli 1996
- Steinbach met Oberschmiedeberg sinds 1 januari 1999
- Schmalzgrube, sinds 1 maart 1994

## Geschiedenis
Jöhstadt werd in 1513 opgericht. In 1555 werd de plaats als bergstadje en in 1591 als vlek genoemd.

### Partnersteden
- Velden (Pegnitz) in Mittelfranken
- Olsberg in het Hochsauerlandkreis

## Cultuur en bezienswaardigheden

### Bouwwerken
- St.-Salvator-Kirche uit 1677 (toren uit 1852) in Jöhstadt met buitengewoon altaar en historisch orgel van Christian Friedrich Göthel uit 1861
- Oude smeltoven in het 'Ortsteil' Schmalzgrube uit de mijnbouwtijd (ijzererts)
- Kursächsische Postmeilensäule (mijlpaal) uit het Koninkrijk Saksen op de Markt

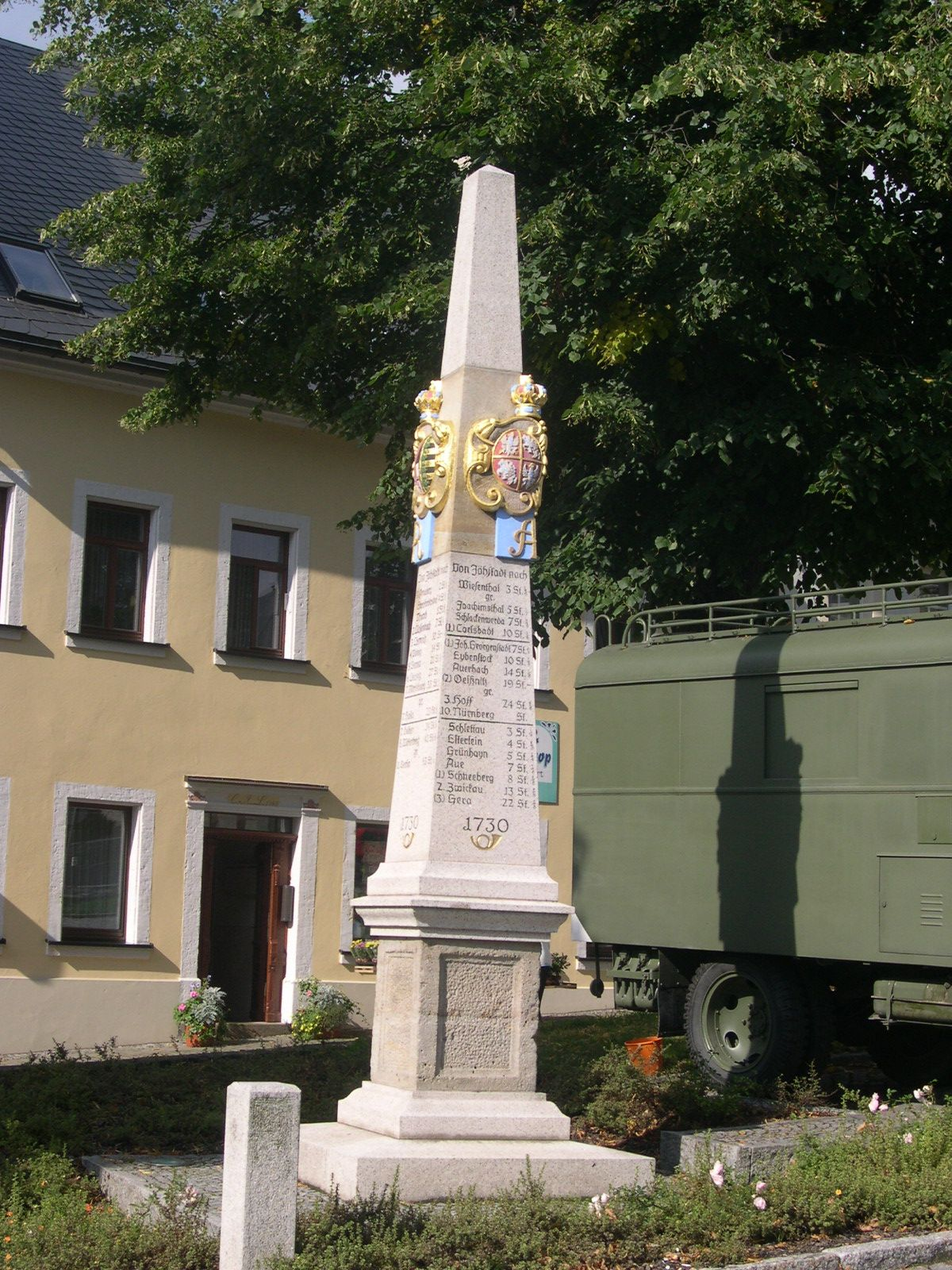
Postmeilensäule op de Markt voor het Rathaus
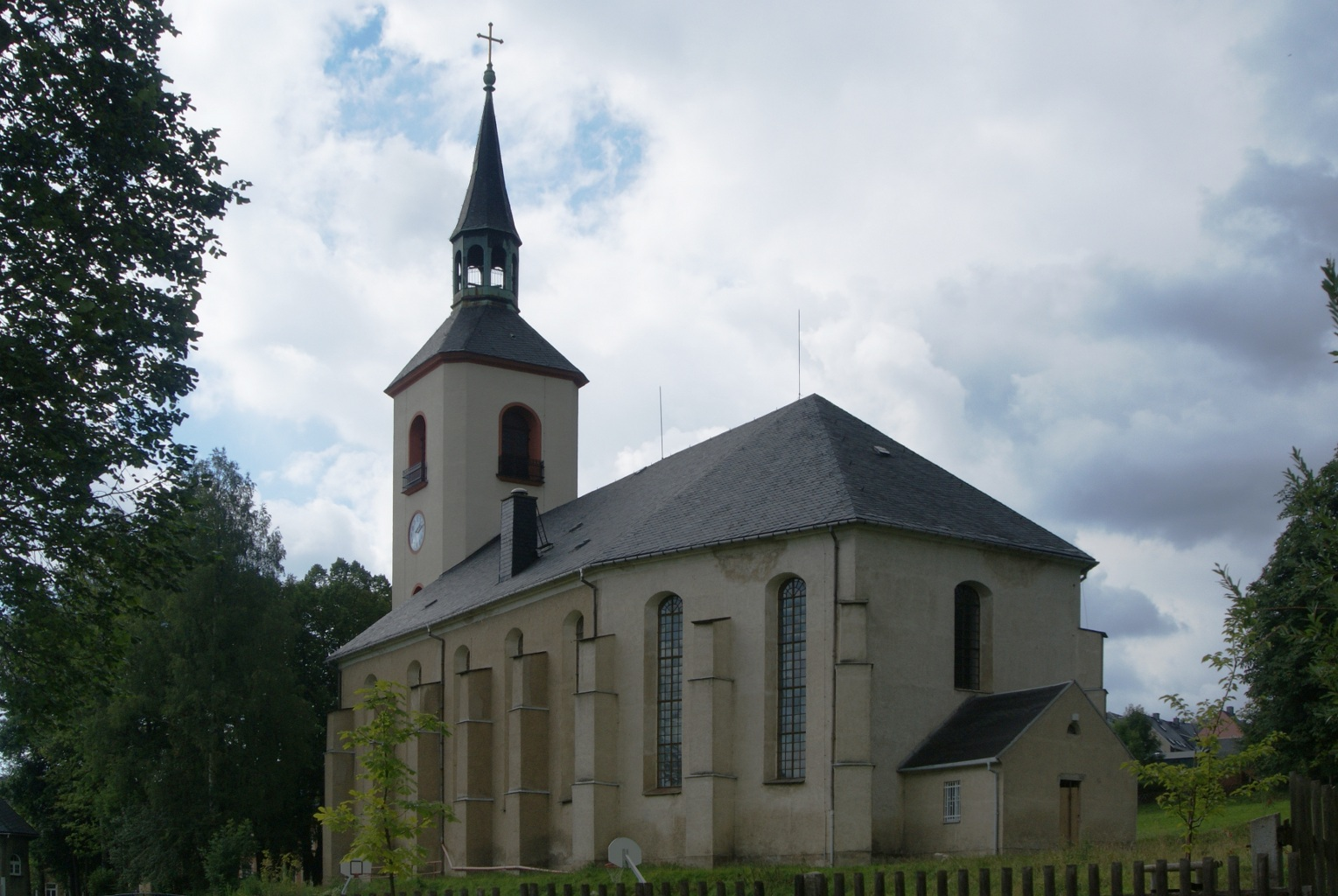
St.-Salvator-Kirche (1677) met toren (1852)

### Museumspoorlijn en mijntentoonstelling
Op het acht kilometer lange traject van Jöhstadt naar Steinbach, een gedeelte van de voormalige smalspoorlijn tussen Wolkenstein en Jöhstadt, bestaat sinds 1993 de Preßnitztalbahn, een toeristische spoorlijn die in Schlössel een tentoonstellingsruimte bezit. De lijn heeft ook een halte bij het bezoekerscentrum Andreas-Gegentrum-Stolln van de ertsmijn op de westelijke berghelling van het Preßnitzdal. Het mijnbouwgebied Jöhstadt staat sinds 1999 op de voorlopige Werelderfgoedlijst van UNESCO.
Amtsberg · Annaberg-Buchholz · Aue-Bad Schlema · Auerbach · Bärenstein · Bockau · Börnichen/Erzgeb. · Breitenbrunn/Erzgeb. · Burkhardtsdorf · Crottendorf · Deutschneudorf · Drebach · Ehrenfriedersdorf · Eibenstock · Elterlein · Gelenau/Erzgeb. · Geyer · Gornau · Gornsdorf · Großolbersdorf · Großrückerswalde · Grünhain-Beierfeld · Grünhainichen · Heidersdorf · Hohndorf · Jahnsdorf/Erzgeb. · Johanngeorgenstadt · Jöhstadt · Königswalde · Lauter-Bernsbach · Lößnitz · Lugau · Marienberg · Mildenau · Neukirchen/Erzgeb. · Niederdorf · Niederwürschnitz · Oberwiesenthal · Oelsnitz/Erzgeb. · Olbernhau · Pfaffroda · Pockau-Lengefeld · Raschau-Markersbach · Scheibenberg · Schlettau · Schneeberg · Schönheide · Schwarzenberg · Sehmatal · Seiffen/Erzgeb. · Stollberg/Erzgeb. · Stützengrün · Tannenberg · Thalheim · Thermalbad Wiesenbad · Thum · Wolkenstein · Zschopau · Zschorlau · Zwönitz